# Capítol literari

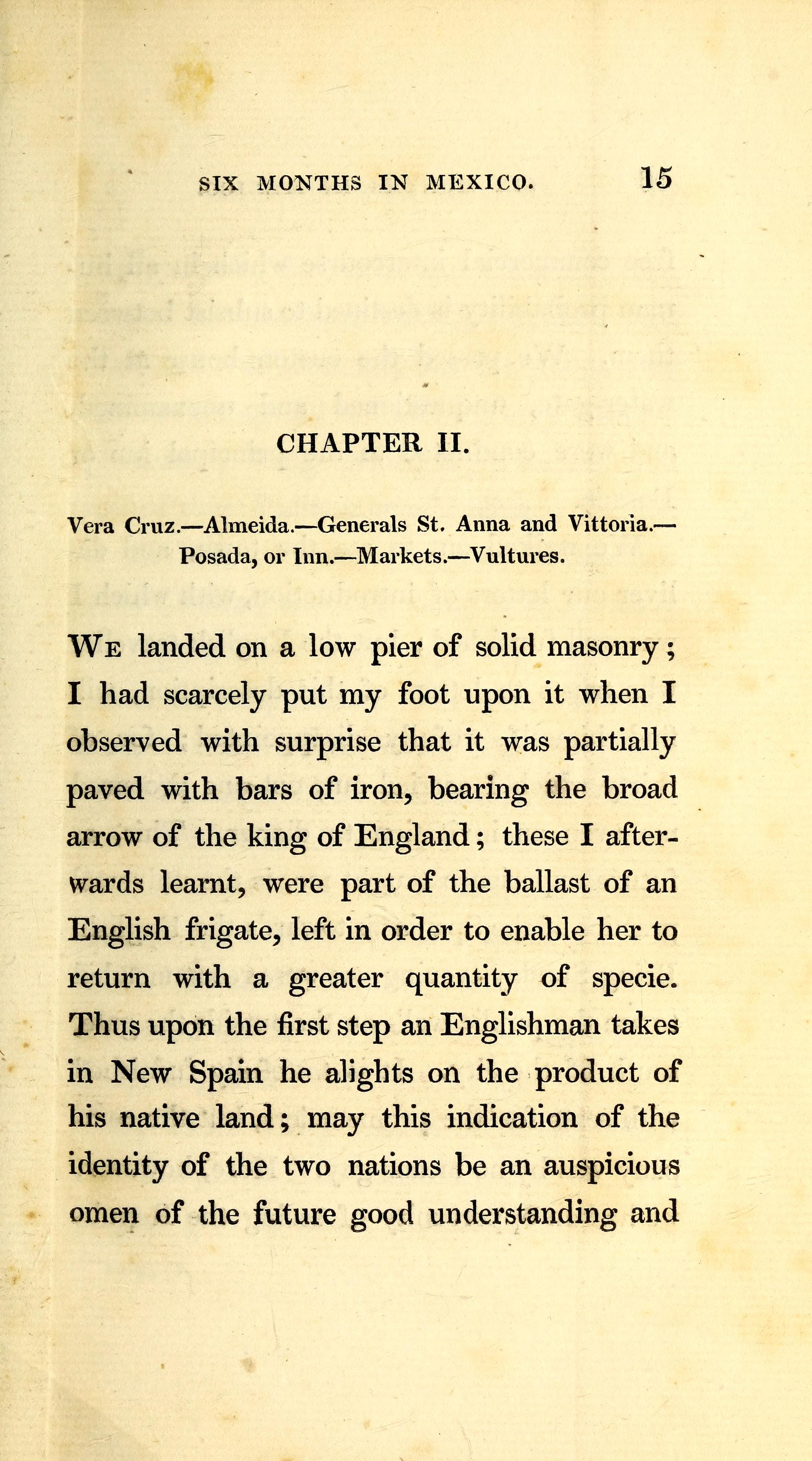
Començament del segon capítol del llibre Six months' residence and travels in Mexico de W. Bullock i J. Clark.

Un capítol (literari) és cadascuna de les divisions d'un llibre o qualsevol altre text en prosa. Cada capítol té una certa unitat temàtica i pot tenir un títol independent, anar numerat o senzillament diferenciar-se del següent per la tipografia. La longitud dels capítols disminueix amb el pas del temps, ja que al segle xx pren pes la seqüència, una divisió menor que el capítol que es marca només amb una separació gràfica.
Un capítol dins un text enciclopèdic és en general precedit per un titular (encapçalament); un encapçalament —o subtítol— també és utilitzat dividint un article periodístic. Un capítol és molt sovint més enllà dividit en diversos paràgrafs, segons els temes i conceptes elaborats.